# 1822
1822 (MDCCCXXII) var ett normalår som började en tisdag i den gregorianska kalendern och ett normalår som började en söndag i den julianska kalendern.

## Händelser

### Maj
- 9 maj – Brand i Simrishamn.[1]

### Juni
- 12 juni – En tredjedel av Norrköping, 358 hus, brinner ner, varvid 3 259 människor blir hemlösa.[1]
- 22 juni – Brand på Blasieholmen i Stockholm.[1]

### September
- 4 september – Kungsör drabbas av en brand.[1]

kejsardömet Brasilien.

- 7 september – Kejsardömet Brasilien utropas, och förklarar sig självständigt från Portugal.[2]

### December
- 19 december – Borås stad brinner ner till grunden.[1]

### Okänt datum
- Flottiljamiral James Biddle startar en eskad bestående av två frigatter, fyra kanonslupar, två briggar, fyra och två kanonbåtar i Karibien, där pirater härjar.[3]
- Amerikanska flottan stiger i land på Kubas nordvästkust och bränner ner en piratstation.[3]
- Det svenska kaffeförbudet upphävs.
- Göta kanal-förbindelsen mellan Vänern och Vättern öppnas.
- Motala verkstad grundas av Baltzar von Platen.
- Fästningen Citadellet i Landskrona börjar användas som fängelse.
- En badanläggning för salta bad öppnas i Marstrand.
- Bergsskolan i Falun grundas och börjar utbilda bergsingenjörer.
- Då det råder missväxt i Norrland transporteras 600 tunnor råg och korn dit från södra Sverige.
- Kronprins Oscar (I) blir kansler vid universitetet i Kristiania.
- På Ulriksdals slott inrättas den så kallade Invalidkåren, ett invalidsjukhus för gamla soldater. Här kommer bland annat finska soldater, som stannat i svensk tjänst efter den svenska förlusten av Finland 1809, att hamna.
- Snusvarumärket Ettan skapas under namnet Ljunglöfs No. 1 av Jacob Fredrik Ljunglöf.

## Födda

### Första kvartalet

#### Januari
- 2 januari – Rudolf Clausius, tysk fysiker och matematiker. (död 1888)
- 6 januari – Heinrich Schliemann, tysk arkeolog. (död 1890)

#### Februari
- 13 februari – James B. Beck, skotsk-amerikansk politiker. (död 1890)
- 16 februari – Francis Galton, engelsk antropolog och psykolog. (död 2011)
- 23 februari – Giovanni Battista de Rossi, italiensk fornforskare och arkeolog. (död 1894)

#### Mars
- 7 mars – Victor Massé, fransk operakompositör. (död 1884)

### Andra kvartalet

#### April
- 20 april – Carl Thiersch, tysk kirurg. (död 1895)
- 27 april – Ulysses S. Grant, amerikansk militär och politiker, USA:s president 1869–1877. (död 1885)

#### Maj
- 20 maj – Frédéric Passy, fransk ekonom, mottagare av Nobels fredspris. (död 1912)
- 26 maj – Edmond Goncourt, fransk författare. (död 1896)

#### Juni
- 2 juni – Gustaf von Heidenstam, svensk fyrkonstruktör. (död 1887)

### Tredje kvartalet

#### Juli
- 6 juli – Anders Anderson, svensk läkare och skald, ledamot av Svenska Akademien 1875–1892. (död 1892)
- 19 juli – Augusta av Cambridge. (död 1916)
- 20 juli – Gregor Mendel, österrikisk ärftlighetsforskare. (död 1884)
- 22 juli – Luigi Arditi, italiensk kompositör. (död 1903)
- 24 juli – Adolf Overweg, tysk upptäcktsresande. (död 1852)
- 26 juli – Jakob Dubs, schweizisk politiker, förbundspresident 1864, 1868 och 1870. (död 1879)
- 31 juli – Abram Hewitt, amerikansk industrialist och politiker, borgmästare i New York 1887–1888. (död 1903)

#### Augusti
- 27 augusti – William Hayden English, amerikansk politiker. (död 1896)
- 31 augusti – Galusha A. Grow, amerikansk politiker, talman i USA:s representanthus 1861–1863. (död 1907)

#### September
- 3 september – Stefano Ussi, italiensk konstnär. (död 1901)
- 10 september – Gisle Johnson, norsk teolog av isländsk härkomst. (död 1894)
- 11 september – Olga Nikolajevna Romanova, rysk storfurstinna och drottning av Württemberg. (död 1892)
- 17 september – Cornelius Cole, amerikansk republikansk politiker, senator 1867–1873. (död 1924)
- 19 september – Joseph R. West, amerikansk republikansk politiker och militär, senator 1871–1877. (död 1898)
- 22 september – Eppa Hunton, amerikansk demokratisk politiker och militär, senator 1892–1895. (död 1908)

### Fjärde kvartalet

#### Oktober
- 3 oktober – Per Pettersson, svensk kyrkoherde och riksdagsman. (död 1892)
- 4 oktober – Rutherford B. Hayes, amerikansk politiker, USA:s president 1877–1881. (död 1893)

#### November
- 4 november – Auguste Nicolas Cain, fransk bildhuggare. (död 1894)
- 23 november – DeWitt C. Leach, amerikansk politiker. (död 1909)
- 28 november
  - Robert H. May, amerikansk affärsman och politiker. (död 1903)
  - George E. Pugh, amerikansk demokratisk politiker, senator 1855–1861. (död 1876)
- 29 november – Albert von Maybach, preussisk ämbetsman. (död 1904)

#### December
- 12 december – Frederick A. Sawyer, amerikansk republikansk politiker, senator 1868–1873. (död 1891)
- 14 december – Anders Larsson i Bränninge, svensk godsägare, kronofjärdingsman och politiker. (död 1909)
- 24 december – Charles Hermite, fransk matematiker. (död 1901)
- 27 december – Louis Pasteur, fransk kemist och biolog[4]. (död 1895)

## Avlidna

### Första kvartalet

#### Januari
- 9 januari – James Garrard, 72, amerikansk politiker, guvernör i Kentucky 1796–1804.
- 19 januari – William Hindman, 78, amerikansk politiker.
- 24 januari – Ali Pascha av Tepelenë, pascha över Epirus, mördad.

#### Februari
- 5 februari – Jeremiah B. Howell, 50, amerikansk politiker (demokrat-republikan), senator 1811–1817.
- 15 februari – Pierce Butler, 77, amerikansk politiker, senator 1789–1796 och 1802–1804.
- 16 februari – Claus Pavels, 52, norsk biskop.
- 22 februari – Johann Ignaz Walter, 66, tysk sångare och kompositör.
- 23 februari – Johann Matthäus Bechstein, 64, tysk skogsvetare och ornitolog.
- 25 februari – William Pinkney, 57, amerikansk politiker, justitieminister 1811–1814.

#### Mars
- 2 mars – Manuela Medina, mexikansk frihetshjältinna.
- 9 mars – Caleb Hillier Parry, 66, brittisk läkare.
- 19 mars – Józef Wybicki, 74, polsk politiker.

### Andra kvartalet

#### April
- 3 april – Édouard du Puy, konsertmästare vid Kungliga Operan och operasångare.

#### Maj
- 20 maj – Otto Fabricius, 78, dansk zoolog och språkvetare.

#### Juni
- 25 juni – E.T.A. Hoffmann, 46, tysk författare och kompositör.

### Tredje kvartalet

#### Juli
- 8 juli – Percy Bysshe Shelley, 29, engelsk poet.

#### Augusti
- 8 augusti – William Logan, 45, amerikansk jurist och politiker, senator 1819–1820.
- 22 augusti – William Herschel, 83, tysk-brittisk musiker och astronom, planeten Uranus upptäckare.

#### September
- 8 september – Sophie de Condorcet, 58, fransk feminist.
- 25 september – John Henry Bowen, amerikansk politiker.

### Fjärde kvartalet

#### Oktober
- 13 oktober – Antonio Canova, 64, italiensk skulptör under nyklassicismen.

#### November
- 6 november – Claude Louis Berthollet, 73, fransk kemist och läkare.
- 24 november – Zofia Potocka, 62, grekisk-polsk spion.
- 26 november – Karl August von Hardenberg, 72, preussisk statsman.

#### December
- 15 december – Erik af Wetterstedt, 86, svensk ämbetsman.
- 23 december – Frei Galvão, brasiliansk präst och franciskanbroder, helgon.

### Fotnoter
1. 1 2 3 4 5  ”Värmlands brandhistoriska klubb”. Arkiverad från originalet den 12 oktober 2011. https://www.webcitation.org/62NB7kO36?url=http://www.brandhistoriska.org/olyckor_se.html. Läst 7 mars 2011.
2. ↑  World Statesmen (läst 6 april 2011)
3. 1 2  ”USA:s militära insatser i utlandet 1798–2004”. Arkiverad från originalet den 9 december 2013. https://web.archive.org/web/20131209174005/http://www.history.navy.mil/library/online/forces.htm. Läst 30 januari 2011.
4. ↑  Det hände i dag